# Aanslag in Würzburg op 25 juni 2021
De aanslag in Würzburg op 25 juni 2021 vond plaats rond 17.00 uur in het centrum van de stad. Een 24-jarige man doodde drie vrouwen en verwondde zeven anderen ernstig.
Volgens de politie zou de aanvaller omstreeks 17.00 uur aan een verkoopster in een Woolworth-warenhuis hebben gevraagd waar de messen te vinden waren. Vervolgens doodde hij met een mes drie vrouwen, waaronder een moeder die het leven van haar dochter probeerde te redden. Hij verwondde de dochter ernstig. Vervolgens pleegde hij verdere mesaanvallen op straat en in het bankkantoor aan de overkant. Verschillende voorbijgangers verdedigden zich met stoelen, paraplu's, rugzakken en bezems. De gealarmeerde politie schakelde de man met een schot in het been uit.
Volgens de politie gaat het om een 24-jarige Somaliër genaamd Jibril A. die in mei 2015 naar Duitsland kwam en asiel aanvroeg. Verschillende getuigen meldden dat ze de aanvaller Allahoe akbar hoorden roepen terwijl hij de aanval pleegde.
Enkele jaren eerder op 18 juli 2016 vond in Würzburg ook al een mesaanval plaats. Hierbij werd alleen de dader gedood, wel waren er vijf zwaargewonden.